# Вегереф, Ян
Ян Виллем Вегереф (нидерл. Jan Willem Wegereef; род. 17 января 1962, Рейссен) — нидерландский футбольный арбитр. Арбитр ФИФА с 1992 по 2007 годы.

## Карьера
Свою карьеру футбольного судьи начал в 1988 году в возрасте 26 лет, став самым молодым профессиональным арбитром из Нидерландов.
Первым международным матчем для Вегерефа стала ответная игра 1-го раунда Кубка обладателей кубков УЕФА 1995/1996 между ереванским «Араратом» и московским «Динамо». Всего же под эгидой УЕФА он отсудил 27 матчей Лиги чемпионов (в том числе 7 — на квалификационных стадиях), 16 матчей Кубка УЕФА (в том числе 1 матч на квалификационной стадии) и 3 матча Кубка обладателей кубков (в том числе 1 матч на квалификационной стадии).
В 2002 году Вегереф был включён в список рефери для обслуживания матчей чемпионата мира в Японии и Южной Корее. На мундиале он отсудил единственный матч, в котором сборные Сенегала и Уругвая разошлись миром 3:3, причём арбитр назначил 2 пенальти и показал игрокам 12 жёлтых карточек, что на тот момент являлось рекордом подобных соревнований.
На уровне сборных Вегереф принимал участие также в других международных соревнованиях, как то: молодёжный чемпионат мира 1999, отборочные матчи на чемпионаты мира 2002 и 2006 и чемпионаты Европы 2000 и 2008.
17 мая 2009 года Вегереф обслуживал финальный матч Кубка Нидерландов, закончившийся победой «Херенвена» в серии пенальти. 5 мая 2013 года в рамках чемпионата Нидерландов арбитр провёл свой последний матч в карьере, в котором АЗ победил «Зволле» 4:0.